# Gamma Pegasi
Gamma Pegasi (được Latinh hóa từ γ Pegasi, gọi tắt là Gamma Peg hay γ Peg), tên chính thức là Algenib /ælˈdʒiːnɪb/, là một ngôi sao trong chòm sao Phi Mã, ngôi sao nằm ở góc phía đông nam của khoảnh sao hay còn được biết là Great Square. Cấp sao biểu kiến trung bình là +2.84 nằm ở vị trí thứ tư giữa ngôi sao sáng nhất trong chòm sao. Khoảng cách đến ngôi sao này đã được đo bằng phương pháp thị sai cho biết nó có khoảng cách 390 năm ánh sáng (120 parsec) với biên độ sai số là 5%.

## Danh pháp
Gamma Pegasi là ngôi sao được đặt tên theo định danh Bayer. Mặc dù nó cũng có tên truyền thống là Algenib, tên này cũng được sử dụng cho Alpha Persei. Vào năm 2016, Liên đoàn Thiên văn Quốc tế (IAU) đã tổ chức một Working Group on Star Names (WGSN) để catalog và chuẩn hóa dang từ riêng cho ngôi sao. Bản trình bày đầu tiên của WGSN diễn ra vào tháng 7 năm 2016 bao gồm bảng của hai đợt đầu tiên của tên chấp thuận bởi WGSN; với Algenib cho ngôi sao này (Gamma Pegasi) (Alpha Persei đã được đặt tên là Mirfak).
Khoảnh sao của γ Pegasi và α Andromedae, trong thiên văn học Hindu được gọi là Uttara Bhādrapadā (उत्तरभाद्रपदा) hay Uttṛṭṭāti. Nó là nakshatra thứ 26. Trong tiếng Trung, 壁宿 (Bìxiù) có nghĩa là Wall (asterism) đề cập đến một khoảnh sao bao gồm γ Pegasi và α Andromedae. Hậu quả là  tên tiếng Trung của bản thân γ Pegasi là 壁宿一 (Bìxiù yī, tiếng Anh: the First Star of Wall.)

## Tính chất
Vào năm 1911, nhà thiên văn học người Mỹ Keivin Burns đã phát hiện rằng vận tốc xuyên tâm của Gamma Pegasi đã thay đổi một chút. Điều đó được xác nhận vào năm 1953 bởi nhà thiên văn học người Mỹ D. Harold McNamara, người đã xác định nó là một biến Beta Cephei. (Tại thời điểm này ông ấy thực sự xác định nó là một ngôi sao Beta Canis Majoris, sau đó nó được chỉ định là biến Beta Cephei.) Nó có chu kỳ xung xuyên tâm là 0.15175 ngày (3.642 giờ), nó còn cho thấy có hành vi của một ngôi sao loại B xung chậm (SPB) với ba tần số xung bổ sung. Cấp sao biểu kiến của nó thay đổi trong khoảng từ +2.78 đến +2.89 trong quá trình của mỗi chu kì xung.
Đây là một ngôi sao lớn với khối lượng gấp gần chín lần khối lượng Mặt Trời và gần năm lần bán kính Mặt Trời. Phân loại sao của nó là B2 IV cho thấy đây là một sao gần mức khổng lồ, điều đó đang làm cạn kiệt hydro ở trong lõi của nó và nó đang trong quá trình tiến hóa cách xa khỏi dãy chính. Nó quay rất chậm và không thể đo được vận tốc quay (or else it is being viewed from nearly pole-on). Gamma Pegasi có tổng độ sáng gấp 5,840 lần Mặt Trời, nó được bức xạ từ bầu khí quyển bên ngoài của nó ở nhiệt độ hiệu dụng hơn 21,000K. Ở nhiệt độ này, ngôi sao phát sáng với màu trắng xanh.
Ngôi sao được tuyên bố là có từ trường (Butkovskaya & Plachinda [2007]), điều này không còn chính xác nữa khi có thêm các nghiên cứu về nó. Neiner et al. (2014) đặt giới hạn trên cho cường độ từ trường lưỡng cực khoảng 40 G.